# Moarte clinică
Moartea clinică reprezintă o situație aflată la limita dintre viață și moarte, de cele mai multe ori fiind vorba despre pacienți aflați în situații critice din punct de vedere medical, având funcțiile vitale biologice -activitatea cardiacă și respirația- abolite pentru anumite perioade de timp.

## Descriere
Moartea clinică reprezintă, de fapt, perioada de timp în care organismul nu mai poate reacționa la diverși stimuli interni sau externi, care pot determina reluarea activității automate a miocardului (mușchiul inimii) și a respirației, respectiv a centrilor nervoși cardio-respiratori, situați în trunchiul cerebral. Reluarea activității automate ale acestor centri, care descarcă ritmic impulsuri nervoase către mușchii ce coordonează circulația sanguină (miocard), respectiv respirația (musculatura intercostală și diafragmul) reprezintă resuscitarea propriu zisă, intervalul de resuscitare (de la oprirea funcțiilor vitale până la reluarea lor) reprezentând de fapt fenomenul cunoscut sub numele de moarte clinică. Intervalul de resuscitare sau durata de timp în care un organism poate fi în moarte clinică, depinde de viabilitatea celulei nervoase, fenomenul devenind ireversibil în momentul în care centrii nervoși cerebrali sunt lipsiți de aportul de oxigen pe o perioadă de timp ce depășește 5-10 minute. 
Durata timpului după care mai este posibilă resuscitarea cardio-respiratorie variază în funcție de vârstă, sex, diverse boli sau tare ale organismului, precum și în funcție de împrejurarea care a determinat evenimentul declanșator. Există situații când pacienți considerați decedați prin submersie (înec) în apă rece, au putut fi resuscitați după perioade de timp considerate inițial depășite pentru resuscitare, adică de ordinul orelor. Aceasta explicându-se prin faptul că la o temperatură scăzută, nevoia de oxigen a celulelor nervoase este mult diminuată, ceea ce permite supraviețuirea lor un timp mai îndelungat.

## Fenomene de decorporalizare
Numeroase relatări din timpul morții clinice descriu fenomene temporare de decorporalizare a sufletului. Explicația acestor fenomene este controversată în lumea specialiștilor. Faptul că oameni aflați în moarte clinică relatează diverse fenomene, ca desprinderea de trup, vizualizarea unor imagini sau diverse alte percepții, se explică de unii specialiști prin activitatea centrilor corticali, care rămâne prezentă în toată perioada intervalului de resuscitare. Alții susțin că sunt fenomene reale de desprindere a sufletului de corp.